# Comunitat de municipis del País de Landivisiau
La Comunitat de Municipis del País de Landivisiau (en bretó Kumuniezh kumunioù Bro Landivizio) és una estructura intercomunal francesa, situada al departament del Finisterre a la regió Bretanya, al País de Morlaix. Té una extensió de 404,18 kilòmetres quadrats i una població de 31.820 habitants (2006).

## Composició
Agrupa 19 comunes :
1. Bodilis
2. Commana
3. Guiclan
4. Guimiliau
5. Lampaul-Guimiliau
6. Landivisiau
7. Loc-Eguiner
8. Locmélar
9. Plougar
10. Plougourvest
11. Plounéventer
12. Plouvorn
13. Plouzévédé
14. Saint-Derrien
15. Saint-Sauveur
16. Saint-Servais
17. Saint-Vougay
18. Sizun
19. Trézilidé